# وینوگرادی
وینوگرادی (به بلغاری: Vinogradi) یک منطقهٔ مسکونی در بلغارستان است که در ساندانسکی واقع شده‌است.